# Andréi Vyshinski
Andréi Yanuárievich Vyshinski (en ruso: Андрей Януарьевич Вышинский, romanización Andrej Januar'evič Vyšinskij) (28 de noviembrejul./ 10 de diciembre de 1883greg.-22 de noviembre de 1954). Fue un jurista y diplomático soviético. Desempeñó el puesto de fiscal general de la URSS entre 1935 y 1939 y de ministro de Asuntos Exteriores de la URSS entre 1949 y 1953.

## Primeros años
Andréi Vyshinski nació en Odesa el 10 de diciembre de 1883, siendo hijo de Yanuari Féliksovich Vyshinski (ruso: Януарий Феликсович Вышинский), predicador de la iglesia católica de Santa Virgen María en Bakú (actual Azerbaiyán) y propietario de una farmacia en la calle Koliubákinskaya (Колюбакинской ул.) de Bakú, y de una profesora de Música. 
Se casó en 1903 con Capitolina Isidórovna Mijáilova (1884-1973), con la que vivió felizmente durante más de 50 años. Tuvo una hija en 1909 llamada Zinaída (fallecida en 1991)
Familia descendiente de polacos, se trasladó a Bakú cuando Andréi Vyshinski era muy joven.

## Militancia política
En 1901, entró a estudiar en la Facultad de Derecho de la Universidad de Kiev, finalizando sus estudios en 1913. 
En 1903, entra en la sección menchevique del Partido Obrero Socialdemócrata de Rusia en Bakú. En 1905, es secretario del Soviet de Bakú, y en 1908 es encarcelado junto a Stalin. Al finalizar sus estudios, imparte clases en una escuela secundaria de Bakú, en la materia de práctica legal. 
Después de la Revolución de Febrero de 1917, siendo comisario de policía en el distrito Yakimanski de Moscú, según algunas fuentes, firmó la orden de detención de Lenin por si fuese detectado en Moscú, con el cargo de espía alemán, en ejecución de una orden del Gobierno Provisional Ruso. 
Vyshinski se unió a los bolcheviques en 1920.

## Década de 1920
Con el triunfo bolchevique, se convierte en el principal ideólogo de la "Legalidad soviética", ejerciendo entre 1923 y 1925 de fiscal en el Tribunal Supremo de la RSFS de Rusia en los procesos criminales.
Entre 1925 y 1928, fue rector del MGU (Universidad Estatal de Moscú). En las facultades intervino con la “Comisión de Verificación”, reduciendo la autonomía de las facultades en temas educativos, incrementando la labor político-propagandística entre los estudiantes. 
Debido al despido de antiguos catedráticos de la Universidad, el nivel educativo sufrió una bajada de nivel. A final de la década de 1920, trabajó en diferentes organismos estatales en relación con la educación.
Fue el fiscal en el Proceso de Shajty desarrollado en Shajty en 1928.

## Década de 1930
Fue fiscal general de la URSS entre el 3 de marzo de 1935 y 31 de mayo de 1939, y en este cargo fue acusador en los Procesos de Moscú entre los años 1936 y 1938. En estos procesos se caracterizó por fustigar a los indefensos acusados vituperándolos, a veces con una cruel e ingeniosa retórica. Estableció las bases legales para los juicios por traición. Uno de los principios de la teoría de Vyshinski es que la ley criminal es una herramienta de la lucha de clases.
Como fiscal, se caracterizó por un rígido estilo, poco ceremonioso, aplicando el principio de culpabilidad, del cual era un acérrimo convencido. A Vyshinski tenía como modelo Roland Freisler, presidente del Tribunal Popular en la Alemania de Hitler:

“sacado y soltado en el Tercer Reich”....” él especialmente estudió las recepciones de Andréi Vyshinski, Fiscal Jefe en los Procesos de Moscú en la década de los treinta, cuando los antiguos bolcheviques y la mayoría de los generales fueron encontrados culpables de traición. Freisler es nuestro Vyshinski, exclamó Hitler en una conferencia mencionada con anterioridad.”

A pesar de la extendida leyenda, en la que Vyshinski sostenía la teoría que siguen los inquisidores medievales sobre "la confesión del acusado es la prueba reina", realmente esto no es cierto. En sus principales escritos Vyshinski sostiene el principio contrario:

...sería erróneo dar al acusado o defendido, por justicia, más importancia de la que merecen .... son ya lejanos los tiempos en que la supremacía del proceso estaba regida por la teoría de las autodenominadas pruebas legales (formales), la sobreestimación del valor de la confesión del defendido o acusado autoinculpándose, y su valor como inmutable, no estando sujetas a dudas sobre su veracidad, ya que la confesión fue obtenida mediante la tortura, caso que en esos tiempos era considerada como la única prueba procesal, y en todos los casos fue considerada como la más seria prueba, la prueba reina (regina probationum).

... este principio es completamente inaceptable en el derecho soviético, y la práctica judicial. Realmente, si otras circunstancias establecidas en el proceso que corroboren la culpabilidad del acusado, la confesión del sujeto pierde validez como prueba, y a este respecto, se considera superflua. Esta solo podrá ser considerada como base para evaluar una u otra cualidad moral del defendido, para la reducción o agravamiento de la pena, determinada por la corte judicial.

Una valoración así tendrá como consecuencia, que junto a  las declaraciones del acusado se considere la principal y —aún peor— los únicos fundamentos del procedimiento penal, es posible de un solo golpe variar el procedimiento con el solo cambio de su declaración o la negación de las mismas.

Sin embargo, a diferencia de sus postulados teóricos en su actividad fiscal práctica, Vyshinski mostró un amplio empleo de lo que la tradición clásica llamaba Confessio est regina probationum. Con el fin de conseguir estas confesiones, en 1937, el Comité Central de PCUS dio el visto bueno al NKVD para el empleo de la tortura como medio para arrancar confesiones en los casos contra los llamados enemigos del pueblo. Según las memorias del fiscal militar Nikolái Afanásiev, fue precisamente Andréi Vyshinski quien en mayo de 1937 le sugirió a Stalin, en presencia de Nikolái Yezhov, emplear la tortura para hacer confesar al mariscal Mijaíl Tujachevski durante la instrucción del Caso de la Organización Militar Trotskista Antisoviética.

## Década de 1940

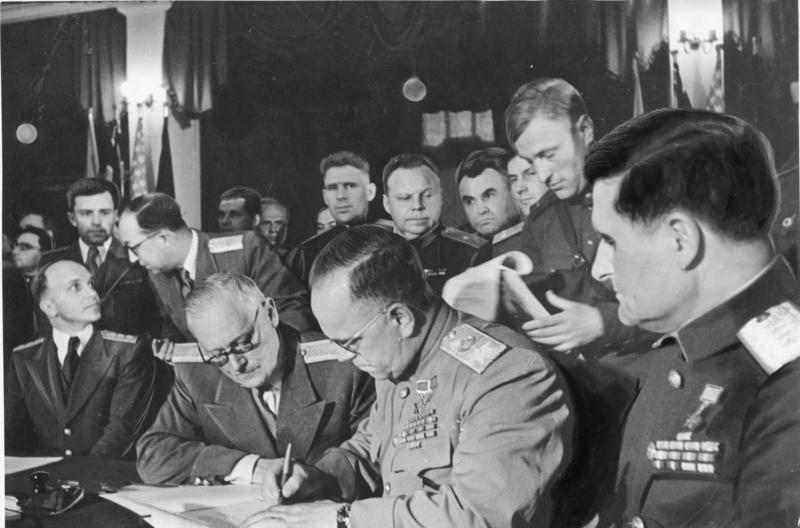
Sokolovski, Zhúkov y Vyshinski en la capitulación de Alemania (de dcha a izda.).

Entre 1940  y 1949 fue vice Comisario del Pueblo para Asuntos Exteriores, y al mismo tiempo fue vice primer ministro entre 1939 y 1944.
En junio de 1940, Vyshinski fue enviado a la República de Letonia para la supervisión de un gobiérno títere y su posterior incorporación a la URSS. 
En 1945, estuvo presente en la capitulación de Alemania en la Segunda Guerra Mundial. Fue el principal responsable de la preparación soviética de los Juicios de Núremberg contra los principales criminales de guerra nazi.
Con posterioridad, intervino para la asunción del control de Rumanía por parte del régimen comunista en 1945.
Por su trabajo “Teoría de las pruebas judiciales” («Теория судебных доказательств»),  recibe en 1947 de la Academia de Ciencias de la URSS, de la que es miembro desde 1939, el Premio Stalin (más tarde conocido como Premio Estatal de la URSS).

## Década de 1950
Entre 1949 y 1953, en la escalada inicial de la Guerra Fría y durante la guerra de Corea, fue el ministro de Asuntos Exteriores de la URSS. A la muerte de Stalin, este cargo lo retomó Mólotov y Vyshinski fue nombrado representante de la URSS ante las Naciones Unidas, pues hablaba inglés y un excelente francés.
En 1953, fue uno de los principales acusados, junto con Andréi Zhdánov, nombrados por el Congreso de los Estados Unidos, en el Comité Kersten, conocido también como “Investigación de los Estados Bálticos por la Cámara de Representantes de los Estados Unidos (Baltic States Investigation by the US House of Representatives).
Murió en Nueva York el 2 de noviembre de 1954; fue incinerado y sus cenizas enterradas en una urna en la Necrópolis de la Muralla del Kremlin de Moscú. La causa del fallecimiento fue un ataque cardiaco, aunque algunos autores afirman que se suicidó.
Fue condecorado a lo largo de su vida cinco veces con la Orden de Lenin (1937, 1943, 1945, 1947, 1954), con la Orden de la Bandera Roja y muchas otras medallas.
Después del XX Congreso del PCUS de 1956, los procedimientos de Vyshinski fueron condenados oficialmente, dejando a sus herederos sin los privilegios estatales, y sus textos cesaron de ser utilizados oficialmente por los juristas.